# Deskanje na reki
Deskanje na reki (angleško river surfing) je različica deskanja, ki se vrši na stoječih rečnih valovih, rečnih plimnih valovih.
Prvenstva deskanja na reki na plimnem valu naj bi seglo v leto 1955 na reko Severn, prvo deskanje na stoječem valu pa je izpričano v začetku sedemdesetih let v Münchnu na Bavarskem. Še danes je deskanje na rečici Eisbach (Ledeni potok) eno najbolj obiskanih v Evropi.
Deskarska mesta so še na reki Isar v Nemčiji, v Avstriji so stoječi val naredili na reku Muri v Gradcu, podobni poligoni po so še na Norveškem, v Kanadi in ZDA.
V Sloveniji je deset študentov gradbeništva, geodezije in strojništva izdelalo načrt za objekt, ki bi na Savi ustvaril velik stoječ val, na katerem bi bilo mogoče deskati.
Objekt bi stal ob HE Brežice, ki je trenutno v gradnji.